# Arcadio Roda Rivas
Arcadio Roda Rivas (Alcolea, 29 de septiembre de 1844 - Madrid, 1921) fue un político, escritor y periodista español, diputado a las Cortes Españolas durante la restauración borbónica

## Biografía
Se licenció en Derecho en la Universidad de Madrid y después de la revolución de 1868 fue candidato por Almería en la convocatoria a Cortes Constituyentes de septiembre de 1868, pero no fue escogido. Se relacionó con el círculo político de Antonio Cánovas del Castillo y fue escogido diputado por el Partido Liberal-Conservador por el distrito de Gérgal a las elecciones generales españolas de 1876, por el de Guadix a las elecciones generales españolas de 1879, por el de Albuñol a las elecciones generales españolas de 1884, por el de Berja a las elecciones generales españolas de 1891 y por el de Alcira a las elecciones generales españolas de 1896. De forma muy breve, en 1885, fue director general de Beneficencia y Sanidad y en 1892 director general de Propiedades y Derechos del Estado.
Durante esta etapa formó parte de diferentes comisiones, especialmente las relacionadas con el ferrocarril. Fue uno de los responsables de la llegada del ferrocarril a Almería (1895) y uno de los artífice de la carretera de La Alpujarra. También fue director general de Beneficencia y de Hacienda, consejero de la Empresa de Ferrocarriles norteños-oeste de España y presidente de la del Sur de España. También fue senador por la Provincia de Almería de 1901 hasta 1914, y vicepresidente del senado en 1906. Tradujo al castellano Ensayos de moral y política de Francis Bacon y Oraciones escogidas de Demóstenes (1872)

## Obras
- Preludios. Nuevo grito de combate (Madrid, 1921)